# Britanska književnost
Britanska književnost je književnost iz Ujedinjenog Kraljevstva Velike Britanije i Severne Irske, Ostrva Men, i Kanalskih ostrva. Ovaj članak pokriva britansku literaturu na engleskom jeziku. Uključena je anglosaksonska (staroengleska) literatura, a postoji i diskusija o latinoj i anglo-normanskoj literaturi, pri čemu se književnost na tim jezicima odnosi na rani razvoj engleskog jezika i književnosti. Postoji i kratka diskusija o glavnim ličnostima koje su pisale na škotskom, dok je glavna diskusija o toj temi u različitim člancima o škotskoj literaturi.
Članak s naslovom „Književnost na drugim jezicima Britanije” fokusiran je na književnosti napisane na drugim jezicima koji se koriste ili su korišteni u Britaniji. Postoje takođe zasebni članci o tim književnostima: latinska književnost u Britaniji, anglo-normanska, korniška, gernzijska, džerzijska, latinska, mankska, škotsko galska, velška, itd.
Irski pisci su igrali važnu ulogu u razvoju književnosti u Engleskoj i Škotskoj, ali iako je cela Irska bila politički deo Ujedinjenog Kraljevstva između januara 1801 i decembra 1922, opisivanje irske književnosti kao britanske može biti sporno. Za neke to obuhvata radove autora iz Severne Irske.

## Britanski identitet
Priroda britanskog identiteta vremenom se menjala. Ostrvo na kojem se nalaze Engleska, Škotska i Vels je bilo poznato kao Britanija još od vremena rimskog Plinija Starijeg (oko 23–79.) Engleski kao nacionalni jezik imao je svoje početke u anglosaksonskoj invaziji iz perioda oko 450 godine. Pre toga stanovnici su govorili uglavnom različite keltske jezike. Različiti sastavni delovi sadašnjeg Ujedinjenog Kraljevstva pridružili su se u različito vreme. Kraljevina Engleska je anektirala Vals pod aktima Unije 1536. i 1542. Međutim, Kraljevstvo Velika Britanija je nastalo tek 1707. sporazumom između Engleske i Škotske. Ono se spojilo u januaru 1801. sa Kraljevstvom Irske i formirano je Ujedinjeno Kraljevstvo Velike Britanije i Irske. Do nedavno, keltski jezici su se bili zadržali kao govorni jezici u Škotskoj, Velsu, Kornvalu i Irskoj, i još uvek opstaju, posebno u delovima Velsa.
Nakon toga, uticaj irskog nacionalizma doveo je do podele ostrva Irske 1921. godine, što znači da književnost Republike Irske nije britanska, dok je književnost iz Severne Irske irska i britanska. Dela na engleskom jeziku velških pisaca, posebno ako se njihova tematika odnosi na Vels, prepoznata su kao posebna celina od dvadesetog veka. Potreba za odvojenim identitetom za ovakvo pisanje nastala je zbog paralelnog razvoja savremene literature na velškom jeziku.
Budući da je Britanija bila kolonijalna sila, upotreba engleskog širila se svetom, i od devetnaestog veka u Sjedinjenim Državama, a kasnije i u drugim bivšim kolonijama, značajni pisci na engleskom jeziku, uključujući nobelovce, počeli su se pojavljivati i izvan granica Britanije i Irske.
Dela koja su na engleskom jeziku napisali velški pisci, posebno ako se njihova tematika odnosi na Vels, prepoznata su kao posebna celina od 20. veka. Potreba za posebnim identitetom za ovu vrstu pisanja nastala je zbog paralelnog razvoja moderne književnosti na velškom jeziku.
Pošto je Britanija bila kolonijalna sila, upotreba engleskog se proširila svetom; od 19. veka ili ranije u Sjedinjenim Državama, a kasnije i u drugim bivšim kolonijama, veliki pisci na engleskom su počeli da se pojavljuju van granica Britanije i Irske; kasnije su među njima bili i nobelovci.

## Dolazak Anglosaksonaca: 449 – oko 1066

### Drugi jezici rane Britanije
Iako su se Rimljani povukli iz Britanije početkom 5. veka, latinska književnost, uglavnom crkvena, nastavila je da se piše, uključujući Bedove hronike (672/3–735), Historia ecclesiastica gentis Anglorum; i Gildas (oko 500–570), De Excidio et Conquestu Britanniae. 
Mnogi Britanci su u to vreme govorili raznim keltskim jezicima. Među najvažnijim pisanim delima koja su preživela su Y Gododdin i Mabinogion. Od 8. do 15. veka, Vikinzi i nordijski doseljenici i njihovi potomci kolonizovali su delove današnje današnje Škotske. Deo staroskandinavske poezije u vezi sa ovim periodom je preživeo, uključujući sagu o Orknejinga, istorijsku priču o istoriji Orknejskih ostrva, od njihovog zarobljavanja od strane norveškog kralja u 9. veku do oko 1200. godine.

### Stara engleska književnost: oko 658–1100
Staroengleska književnost, ili anglosaksonska književnost, obuhvata sačuvanu literaturu napisanu na staroengleskom u anglosaksonskoj Engleskoj, od naseljavanja Sasa i drugih germanskih plemena u Englesku (Jute i Angli) oko 450. godine, do „ubrzo nakon Normansko osvajanje“ 1066. godine; odnosno oko 1100–50.‍:323 Ova dela obuhvataju žanrove kao što su epska poezija, hagiografija, propovedi, prevodi Biblije, pravna dela, hronike, zagonetke i drugi. Ukupno ima oko 400 sačuvanih rukopisa iz tog perioda.
Usmena tradicija je bila veoma jaka u ranoj engleskoj kulturi i većina književnih dela je napisana za izvođenje. Epske pesme su stoga bile veoma popularne, a neke, uključujući Beovulfa, opstale su do danas. Beovulf je najpoznatije delo na staroengleskom i postiglo je nacionalni epski status u Engleskoj, uprkos tome što je smešten u Skandinaviju.
Skoro svi anglosaksonski autori su anonimni: dvanaest je poznato po imenima iz srednjovekovnih izvora, ali samo četiri od njih su sa sigurnošću poznata po svojim narodnim delima: Kedmon, Bed, Alfred Veliki i Kinevulf. Kedmon je najraniji engleski pesnik čije je ime poznato. Kedmonovo jedino poznato sačuvano delo je Kedmonova himna, koja verovatno datira iz kasnog 7. veka.
Hronike su sadržale niz istorijskih i književnih izveštaja, a značajan primer je Anglosaksonska hronika. Poema Bitka kod Maldona takođe se bavi istorijom. Ovo je ime dato delu, neizvesnog datuma, kojim se slavi prava bitku kod Maldona 991. godine, u kojoj Anglosaksonci nisu uspeli da spreče invaziju Vikinga.‍:369
Klasična antika nije bila zaboravljena u anglosaksonskoj Engleskoj, a nekoliko staroengleskih pesama su adaptacije kasnih klasičnih filozofskih tekstova. Najduži je prevod Boecijeve Utehe filozofije kralja Alfreda (849–99).

## Poznosrednjovekovna književnost: 1066–1500
Jezička raznolikost ostrva u srednjem veku doprinela je bogatoj raznovrsnosti umetničke produkcije i učinila britansku književnost prepoznatljivom i inovativnom.
Neka dela su još pisana latinskom; ovo uključuje knjigu Geralda od Velsa iz kasnog 12. veka o njegovom voljenom Velsu, Itinerarium Cambriae. Nakon normanskog osvajanja 1066. godine, razvila se anglo-normanska književnost, uvodeći književne tokove iz kontinentalne Evrope, kao što je Šanson de žest. Međutim, autohtoni razvoj anglo-normanske književnosti bio je prevremen u poređenju sa kontinentalnom oilskom književnošću.
Džefri od Monmuta (oko 1100 – 1155) bio je jedna od glavnih ličnosti u razvoju britanske istorije i popularnosti priča o kralju Arturu. Najpoznatiji je po svojoj hronici Historia Regum Britanniae (Istorija kraljeva Britanije) iz 1136. godine, koja je širila keltske motive široj publici. Vejs (oko 1110 – posle 1174), koji je pisao na normansko-francuskom, je najraniji poznati pesnik iz Džersija; on je razvio legendu o Arturu.) Krajem 12. veka, Lajamon u Brutu je adaptirao Vejsa da napravi prvo delo na engleskom jeziku u kome se koriste legende o kralju Arturu i vitezovima Okruglog stola. To je bila i prva istoriografija napisana na engleskom od Anglo-Saxon Chronicle.

## Literatura
- Partridge, A. C. Tudor to Augustan English: a Study in Syntax and Style, from Caxton to Johnson, in series, The Language Library. London: A. Deutsch, 1969. 242 p. Without SBN or ISBN
- Davies, Marion Wynne, ур. (1990), The Bloomsbury Guide to English Literature, New York: Prentice Hall.
- Drabble, Margaret, ур. (1996), The Oxford Companion to English Literature, Oxford: Oxford University Press.
- Fulk, RD; Cain, Christopher M (2003), A History of Old English Literature, Malden: Blackwell.
- Kiernan, Kevin (1996), Beowulf and the Beowulf Manuscript, Ann Arbor, MI: University of Michigan, ISBN 978-0-472-08412-8.
- Orchard, Andy (2003), A Critical Companion to Beowulf, Cambridge: DS Brewer.
- Robinson, Fred C (2001), The Cambridge Companion to Old English Literature, Cambridge: Cambridge University Press, стр. 143.
- Tolkien, John Ronald Reuel (1958), Beowulf: The Monsters and the Critics, London: Oxford University Press.
- Ward, AW; Waller, AR; Trent, WP; Erskine, J; Sherman, SP; Van Doren, C, ур. (1907), History of English and American literature, New York: GP Putnam’s Sons University Press.